# Dama al servicio particular de la reina

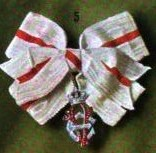
Lazo de Dama Particular de Su Majestad la Reina de la Real Casa y Patrimonio de la Corona de España

Dama al servicio particular de la reina fue un cargo palaciego de la Real Casa y Patrimonio de la Corona de España instituido durante el reinado de Alfonso XII, que – dependiente de la camarera mayor de palacio- tenía por misión el acompañamiento constante de la soberana cuando la dama de la reina de servicio abandonaba su puesto. 

## Funciones y distintivo
Esta clase fue creada a instigación de la reina María Cristina de Habsburgo-Lorena que deseaba disponer junto a sí de un grupo reducido de señoras de mayor confianza que el de las Damas de la Reina. Aunque provenían de la aristocracia, siendo generalmente hijas o nietas de grande de España, displicentemente se las denominaba en la Corte “damas de perro chico”. 
No disponían de puesto de etiqueta en las ceremonias como las damas de la reina, si bien solían ocuparlo en los banquetes, almorzando a diario en la mesa real.
Su distintivo era un lazo más modesto que el de dama con la cifra de la reina y cinta blanca con línea roja en el centro.

## Damas al servicio particular en 1931
En el momento del advenimiento de la Segunda República Española, el 14 de abril de 1931,  en que este cargo fue suprimido, las 3 damas al servicio particular de la reina que estaban en servicio eran las siguientes:
- Concepción Heredia y Grund
- María del Carmen García Loygorri y Murrieta, hija del duque de Vistahermosa
- Carolina Carvajal y Quesada, nieta del duque de Abrantes